# إرنست-راينهارد بيك
إرنست-راينهارد بيك هو سياسي ألماني، ولد في 31 أغسطس 1945 في Frohnstetten ‏ في ألمانيا. نشط حزبياً في الاتحاد الديمقراطي المسيحي. وقد انتخب عضو في البوندستاغ الألماني خلال فترته النيابية ‏ (17 أكتوبر 2002 – 18 أكتوبر 2005).